# Ugandatrichia tanzaniensis
Ugandatrichia tanzaniensis är en nattsländeart som beskrevs av Wells och Andersen 1995. Ugandatrichia tanzaniensis ingår i släktet Ugandatrichia och familjen smånattsländor. Inga underarter finns listade i Catalogue of Life.